# Kladenské povstání
Kladenské povstání bylo ozbrojené vystoupení obyvatel Kladna proti německým okupantům během druhé světové války. Skončilo 8. května. 11. května pak do Kladna dorazila Rudá armáda.

## Přípravy povstání
V roce 1942 stavitel Jaroslav Fiedler zahájil spolupráci s doktorem Václavíkem a okresním hejtmanem Eduardem Tomášem. Později ještě navázal spolupráci s řadou jiných lidí z převážně levicového odboje. Společně začali v připravovat v Kladně převrat. Pomohlo jim i posílení pozice hejtmana Tomáše ke konci války, který se však kvůli tomu musel plně podřídit německým rozkazům. Hejtman se pak stal vůdčí postavou povstání.

## Povstání
4. května večer povstalci obsadili průmyslové závody a odzbrojili příslušníky Werkschutzu, kteří je hlídali. Na komínech závodů byly vyvěšeny československé vlajky. Další den ráno byl zabrán bývalý okresní úřad v ulici Cyrila Boudy, který sloužil jako budova gestapa, ale nyní byl Němci opuštěný. Následoval útok proti obecnímu úřadu. Němci, kteří tím byli zaskočeni, budovu opustili. Hejtman Tomáš, který nechtěl násilné povstání, vydal vyhlášku, v níž vyzýval k míru mezi Němci a Čechy. Od dopoledních hodin pak vyjednával s velitelem německé posádky v Kladně Braunem.
Braun také chtěl klid a doufal, že jednáním získá možnost vzdát se Američanům. Navíc nevěděl, že povstalci mají jen málo zbraní, a myslel si, že v okolí jsou tisíce partyzánů. Ve skutečnosti jich byly desítky. Přesto ke střetům docházelo. Při prvním z nich partyzáni donutili ke kapitulaci jednotku Hitlerjugend. Situaci pak zkomplikoval kolem sedmnácté hodiny útok jednotek SA-Feldherrnhalle na Buštěhrad. Ty večer 6. května Kladno opustily.
Jednání mezi Tomášem a Braunem bylo bezvýsledné. Braun trval na kapitulaci pouze Američanům. V noci z 7. na 8. května byl do Kladna dovezen americký lékař Filip Winslow, který měl za americkou stranu vyjednat kapitulaci. Braun však nedostal z Prahy povolení. Teprve 8. května byla podepsána úmluva o odchodu německých vojsk. Ta město opustila ještě odpoledne téhož dne. Braunovi se povedlo dostat až za demarkační čáru, kde se vzdal Američanům.
Vojska Rudé armády projela Kladnem již 9. května cestou na pomoc Praze, slavnostní přivítání osvoboditelů v Kladně se pak uskutečnilo 11. května večer.

## Oběti
V květnu na Kladensku padlo na straně povstání 157 lidí, mj. ligový fotbalista František Kloz.